# Arián
Az Arián a görög eredetű latin Arianus névből származik, aminek a jelentése: Arianából való férfi. Ariana Irán óperzsa neve. Női párja: Ariana

## Gyakorisága
Az 1990-es években szórványosan fordult elő, a 2000-es években nem szerepel a 100 leggyakoribb férfinév között.

## Névnapok
- március 4.[2]

## Hires Ariánok
- Andó Arián(wd) magyar válogatott kézilabdakapus